# Bathystyeloides miriducta
Bathystyeloides miriducta är en sjöpungsart som beskrevs av Monniot 1991. Bathystyeloides miriducta ingår i släktet Bathystyeloides och familjen Styelidae. Inga underarter finns listade.